# روز ريال
| جيمس الأول: روز ريال | جيمس الأول: روز ريال                                                                                 |
| --- | --- |
| | |
| • IACOBVS • D’. G’. MAG’. BRIT’. FRAN’. ET • HIBER’. REX •, جيمس يجلس على العرش ويواجهه بالصولجان في يده اليمنى والكرة في يده اليسرى داخل أقواس متشابكة؛ وشبكة حديدية في الأسفل | • A • DNO’. FACTVM • EST • ISTVD • ET • EST • MIRAB’. IN • OCVLIS • NRIS •, الدرع الملكي على الوردة. |
| إيه في روز-ريال (13.68 جم أتش). العملة الثانية. دار سك لندن؛ ايم : وردة . ضرب 1605-1606.                                                                                        | |

الريال الوردي هو عملة ذهبية لمملكة إنجلترا صدرت في عهد الملك جيمس الأول وهي الآن نادرة جدًا. العملة المعدنية هي في الواقع عملة معدنية بقيمة ريالين وتساوي ثلاثين شلن (أي11⁄2 رطل) وهي تطوير للسوفرن الجميلة السابقة للملكة إليزابيث الأولى. استخدم سنة 1617.

## الوصف
قدم الريال الوردي والذي سمي بهذا الاسم بسبب الوردة التي تظهر على ظهره خلال سك العملة الثاني لجيمس الأول (1604-1619). يظهر تصميم هذا الإصدار الأول على الوجه الأمامي الملك جالسًا على العرش مع بوابة تحت قدميه محاطًا بالنقش IACOBUS DG MAG BRIT FRAN ET HIBER REX ("جيمس بفضل الله ملك بريطانيا العظمى وفرنسا وأيرلندا"). ويظهر الوجه الخلفي الشعار الملكي فوق وردة محاطة بالنقش A. DNO FACTUM EST ISTUD ET EST MIRAB IN OCULIS NRIS ("هذا هو عمل الرب وهو عجيب في أعيننا" من المزمور 118).
خلال فترة سك العملة الثالثة في عهد جيمس (1619-1625) أصدر ريال وردي جديد الطراز. على الوجه الآخر يوجد الدرع الملكي مع القيمة "XXX" فوق الدرع والكل محاط بالورود والأسود والليز محاط بالنقش A. DNO FACTUM EST ISTUD ET EST MIRAB IN OCULIS NRIS بينما يظهر الوجه نسخة معاد تصميمها للملك المتوج مع بوابة حديدية أسفله محاط بالنقش IACOBUS DG MA BRI FR ET HI REX.